# Ян Кадар
Ян Кадар (словац. Ján Kadár; 1 квітня 1918 — 1 червня 1979) — словацький сценарист та режисер угорського походження, який працював у Словаччині, Чехії, США та Канаді.

## Життєпис
Народився у Будапешті. Кадар виріс у Рожняві у Кошицькому краї, де його родина переселилася після створення Чехословаччини. Після середньої школи Кадар почав вивчати право у Братиславі. 1938 року перевівся на перший у Чехословаччині кінематографічний відділ у Школі промислового мистецтва у Братиславі, де він навчався у словацького режисера Карола Пліцьки, автора поетичного та етнографічного кіно, до його закриття у 1939 році. Рожнява була анексована у 1938 році. Через впровадження антисемітських законів Кадар утримується у робітничому таборі, де він мав носити жовту пов'язку, на відміну від білої у тих хто охрестився. Його батьки й сестра загинули у концентраційному таборі Аушвіц.
Після війни працює на братиславській студії короткометражних фільмів режисером та асистентом директора. Тоді ж ставить документальний фільм про відбудову зруйнованої війною Словаччини «Життя росте з руїн». Після цього на три роки їде до Праги на студію «Баррандов». Пізніше освоює ігровий кінематограф. Зокрема, він був асистентом режисера фільму «Мертвий серед живих», пише сценарій комедії «Де здається квартира?». Тоді ж познайомився з Ельмаром Клосом, з яким співпрацював багато років. Але ще раніше, 1950 р., Ян Кадар дебютує як режисер повнометражної комедії «Катка» про молоду сільську дівчину, що приїхала до міста за набором на завод.
У 1952 р. починається співпрацею з Клосом. Спочатку зняли «Угін» про крадіжку чехословацького літака. Потім була камерна драма «Там, на кінцевій зупинці» з життя празької окраїни. Після цього зняли фільм «Музика з Марса» про долю самодіяльної капели меблевої фабрики «Марс». У цьому фільмі вперше торкнулися теми реального морального обличчя комуніста. Ще гостріше тема прозвучала в сатиричних «Трьох бажаннях», які ставили гострі проблеми сучасності й розвінчували суспільні міфи. Але фільм так і не вийшов на екрани. На Бансько-Бистрицькій конфепенції 1957 р. комедії Кадара й Клоса звинуватили в ревізіонізмі, внаслідок цього фільм потрапив «на полицю». А вже готовий сценарій фільму «Репетиція триває» віддали для реалізації іншому режисерові.
Під час простою знімають повноекранний фільм «Молодість», а потім на кілька років стають працівниками експериментальної студії «Ла Терна Магіка». У 1963 р. повернулися в кіно драмою «Смерть на ім'я Енгельхен», де підіймають питання перемоги, за яку сплачено життями інших. Проблему компромісу розглядають і в драмі «Звинувачений» (1964). У 1965 р. знімають фільм про фашизм, побачений зсередини («Магазин на площі», Оскар-1966). Після цього фільму протягом кількох років працюють над замовленням американських продюсерів — екранізацією «Війни з саламандрами» Карела Чапека. Але в останній ммент фільм відмовилися фінансувати. І тоді режисери створюють позачасову історію про любовне суперництво дох рибалок «Бажання на ім'я Анада».
Після окупації Чехословаччини радянськими військами 1969 р. Ян Кадар емігрує до США. Тут він, як і багато інших, так і не зміг зробити кінематографічної кар'єри. Але знімає ще кілька фільмів: «Ангел Левін» (1970), «Що мені батько набрехав» (Канада-США, 1972—1975, за допомогою кінокомпанії «Коламбія»). У Канаді та США працював багато для телебачення й читав курс лекцій в Колумбійському університеті

## Вибрана фільмографія

### Режисер
1. Катка (1950)
2. Угін (1952)
3. Музика з Марса[cs] (1954)
4. Спартакіада (1955)
5. Дні молодості (1956)
6. Там, на кінцевій зупинці (1957)
7. Три бажання (1958)
8. Латерна Магіка 2 (1960)
9. Смерть на ім'я Енгельхен[cs] (1962)
10. Звинувачений (1964)
11. Магазин на площі (1965)
12. Ангел Левін (1970)
13. Магазин на площі (1965)
14. Бажання на ім'я Анада (1970)
15. Мій батько казав мені неправду («Що набрехав мені батько?», 1975)
16. Інший бік пекла (ТБ, 1977)
17. The Blue Hotel (ТВ, 1977)
18. Дорога свободи (ТВ, 1979)

### Сценарист
1. Nevíte o byte? (1947)
2. Угін (1952)
3. Музика з Марса (1954)
4. Три бажання (1958)
5. Латерна магіка II (1960)
6. Смерть на ім'я Енгельхен (1962)
7. Звинувачений (1963)
8. Магазин на площі(1965)
9. Бажання на ім'я Анада (1970)